# Magnac-Bourg
Magnac-Bourg (Manhac en occitan) est une commune française située dans le département de la Haute-Vienne en région Nouvelle-Aquitaine.
La commune de Magnac-Bourg est labellisée Village étape depuis 1995. Elle est surtout connue pour être un centre inter-culturel régional[évasif].

## Géographie

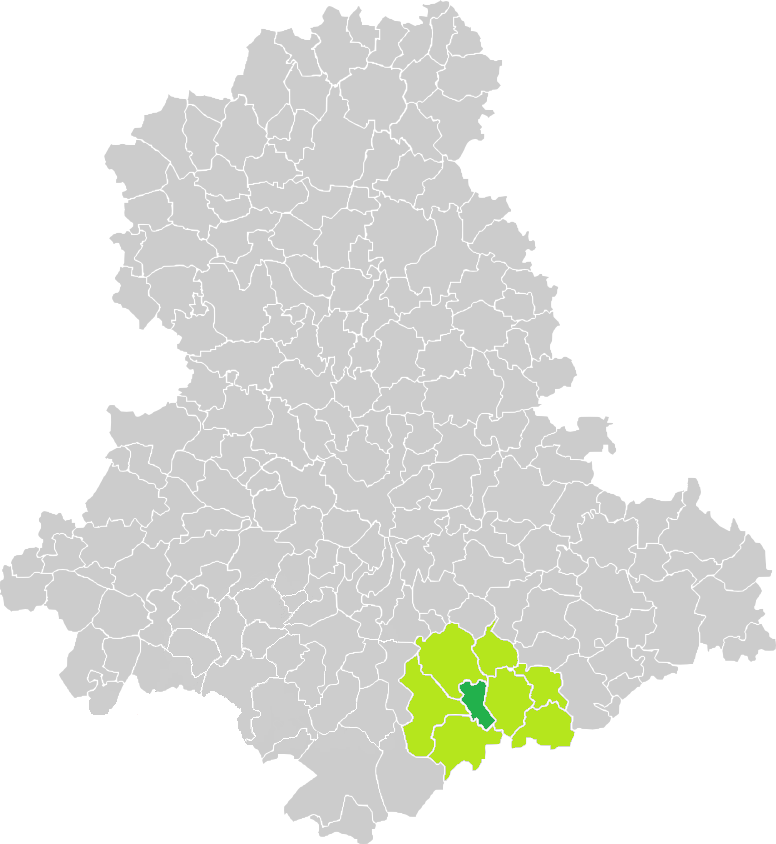
Situation de la commune de Magnac-Bourg en Haute-Vienne.

Le territoire communal est traversé par la rivière la Boucheuse.
La commune de Magnac-Bourg a une superficie de 11,5 km2. La grande ville la plus proche est Limoges, qui est située à 28 km au nord-ouest.
|                 | Vicq-sur-Breuilh |                          |
| Château-Chervix | Magnac-Bourg     | Saint-Germain-les-Belles |
|                 | Meuzac           |                          |

### Climat
Pour des articles plus généraux, voir Climat de la Nouvelle-Aquitaine et Climat de la Haute-Vienne.
Historiquement, la commune est exposée à un climat océanique limousin.  
En 2020, Météo-France publie une typologie des climats de la France métropolitaine dans laquelle la commune est dans une zone de transition entre le climat océanique altéré et le climat de montagne et est dans la région climatique  Ouest et nord-ouest du Massif Central, caractérisée par une pluviométrie annuelle de 900 à 1 500 mm, maximale en automne et en hiver.
Pour la période 1971-2000, la température annuelle moyenne est de 10,8 °C, avec une amplitude thermique annuelle de 14,7 °C. Le cumul annuel moyen de précipitations est de 1 164 mm, avec 13,3 jours de précipitations en janvier et 8 jours en juillet. Pour la période 1991-2020, la température moyenne annuelle observée sur la station météorologique la plus proche, située sur la commune de Saint-Germain-les-Belles à 4,96 km à vol d'oiseau, est de 11,2 °C et le cumul annuel moyen de précipitations est de 1 129,2 mm,. Pour l'avenir, les paramètres climatiques de la commune estimés pour 2050 selon différents scénarios d’émission de gaz à effet de serre sont consultables sur un site dédié publié par Météo-France en novembre 2022.

## Urbanisme

### Typologie
Au 1er janvier 2024, Magnac-Bourg est catégorisée commune rurale à habitat dispersé, selon la nouvelle grille communale de densité à sept niveaux définie par l'Insee en 2022.
Elle est située hors unité urbaine. Par ailleurs la commune fait partie de l'aire d'attraction de Limoges, dont elle est une commune de la couronne,. Cette aire, qui regroupe 127 communes, est catégorisée dans les aires de 200 000 à moins de 700 000 habitants,.

### Occupation des sols
L'occupation des sols de la commune, telle qu'elle ressort de la base de données européenne d’occupation biophysique des sols Corine Land Cover (CLC), est marquée par l'importance des territoires agricoles (77 % en 2018), une proportion sensiblement équivalente à celle de 1990 (77,4 %). La répartition détaillée en 2018 est la suivante : 
prairies (47,1 %), zones agricoles hétérogènes (29,8 %), forêts (15,5 %), zones urbanisées (7,5 %), terres arables (0,1 %). L'évolution de l’occupation des sols de la commune et de ses infrastructures peut être observée sur les différentes représentations cartographiques du territoire : la carte de Cassini (XVIIIe siècle), la carte d'état-major (1820-1866) et les cartes ou photos aériennes de l'IGN pour la période actuelle (1950 à aujourd'hui).

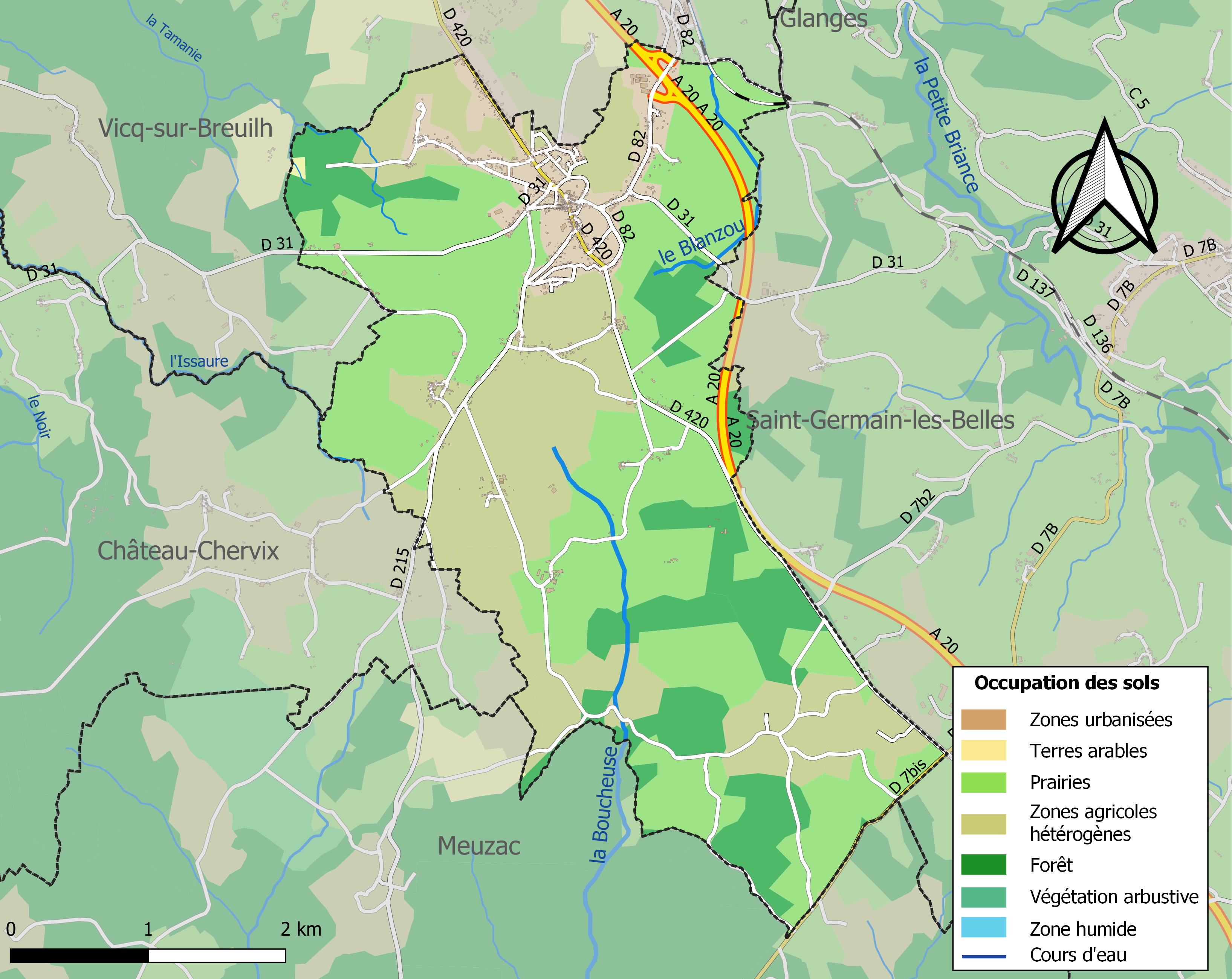
Carte des infrastructures et de l'occupation des sols de la commune en 2018 (CLC).

### Risques majeurs
Le territoire de la commune de Magnac-Bourg est vulnérable à différents aléas naturels : météorologiques (tempête, orage, neige, grand froid, canicule ou sécheresse) et séisme (sismicité très faible). Il est également exposé à un risque particulier : le risque de radon. Un site publié par le BRGM permet d'évaluer simplement et rapidement les risques d'un bien localisé soit par son adresse soit par le numéro de sa parcelle.

#### Risques naturels

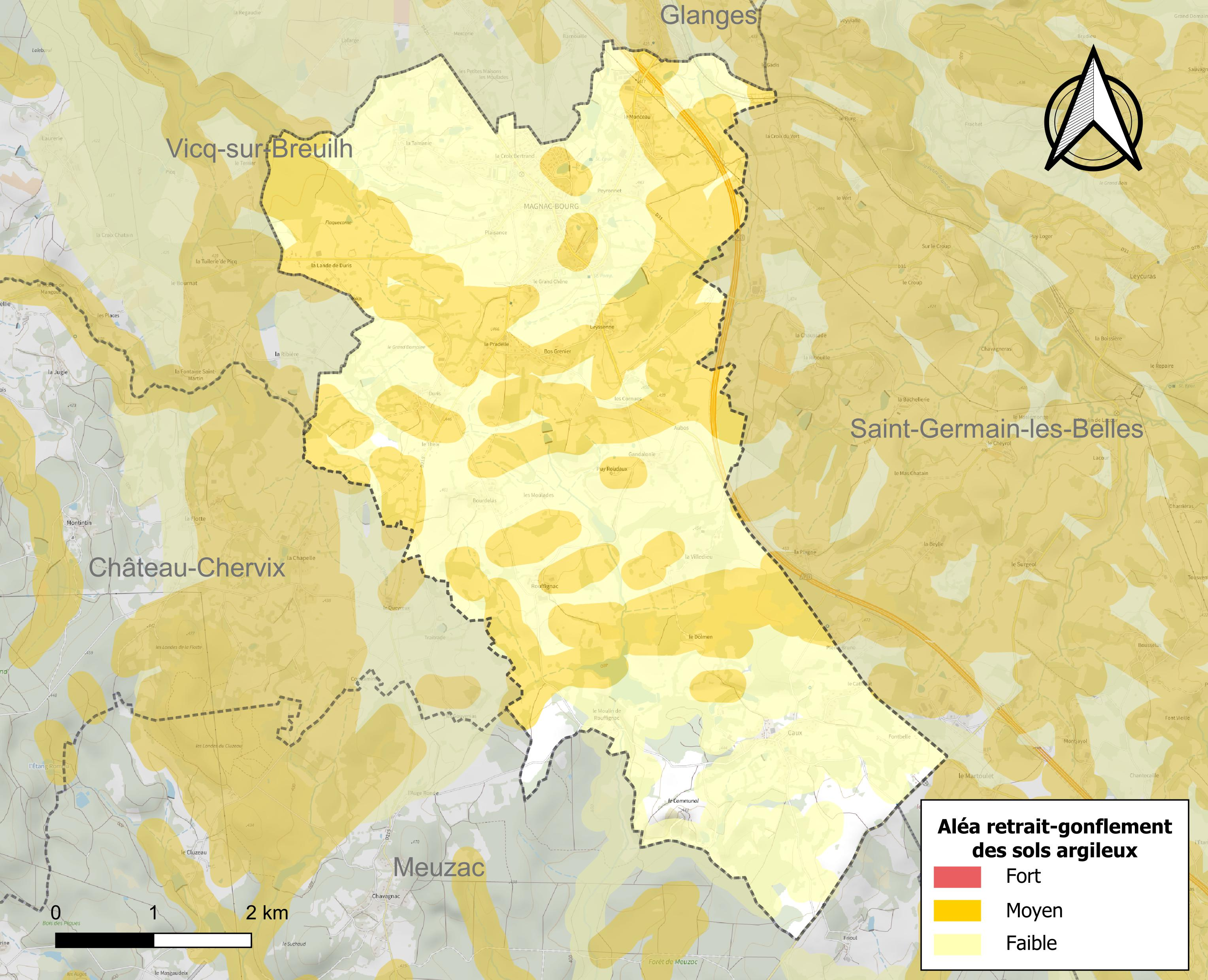
Carte des zones d'aléa retrait-gonflement des sols argileux de Magnac-Bourg.

Le retrait-gonflement des sols argileux est susceptible d'engendrer des dommages importants aux bâtiments en cas d’alternance de périodes de sécheresse et de pluie. 43 % de la superficie communale est en aléa moyen ou fort (27 % au niveau départemental et 48,5 % au niveau national métropolitain). Depuis le 1er octobre 2020, en application de la loi ÉLAN, différentes contraintes s'imposent aux vendeurs, maîtres d'ouvrages ou constructeurs de biens situés dans une zone classée en aléa moyen ou fort,.
La commune a été reconnue en état de catastrophe naturelle au titre des dommages causés par les inondations et coulées de boue survenues en 1982 et 1999 et par des mouvements de terrain en 1999.

#### Risque particulier
Dans plusieurs parties du territoire national, le radon, accumulé dans certains logements ou autres locaux, peut constituer une source significative d’exposition de la population aux rayonnements ionisants. Selon la classification de 2018, la commune de Magnac-Bourg est classée en zone 2, à savoir zone à potentiel radon faible mais sur lesquelles des facteurs géologiques particuliers peuvent faciliter le transfert du radon vers les bâtiments.

## Histoire
Magnac-Bourg était une étape pour les pèlerins qui suivaient la route de Saint-Jacques-de-Compostelle. Succursale de la cure de Meuzac jusqu'au XVIIe siècle, Magnac-Bourg devint une paroisse distincte de Meuzac en 1685.
Seigneurie : voir l'article Meuzac.

## Politique et administration

### Liste des maires
| Période                                  | Période   | Identité             | Étiquette | Qualité |
| ---------------------------------------- | --------- | -------------------- | --------- | ------- |
| Les données manquantes sont à compléter. |           |                      |           |         |
| mars 2001                                | mars 2008 | Jean-Jacques Dhennin |           |         |
| 2008                                     | 2020      | Charles Bezot        |           | Médecin |
| 2020                                     | En cours  | Jean-Louis Dubois    | DVG       |         |

## Démographie

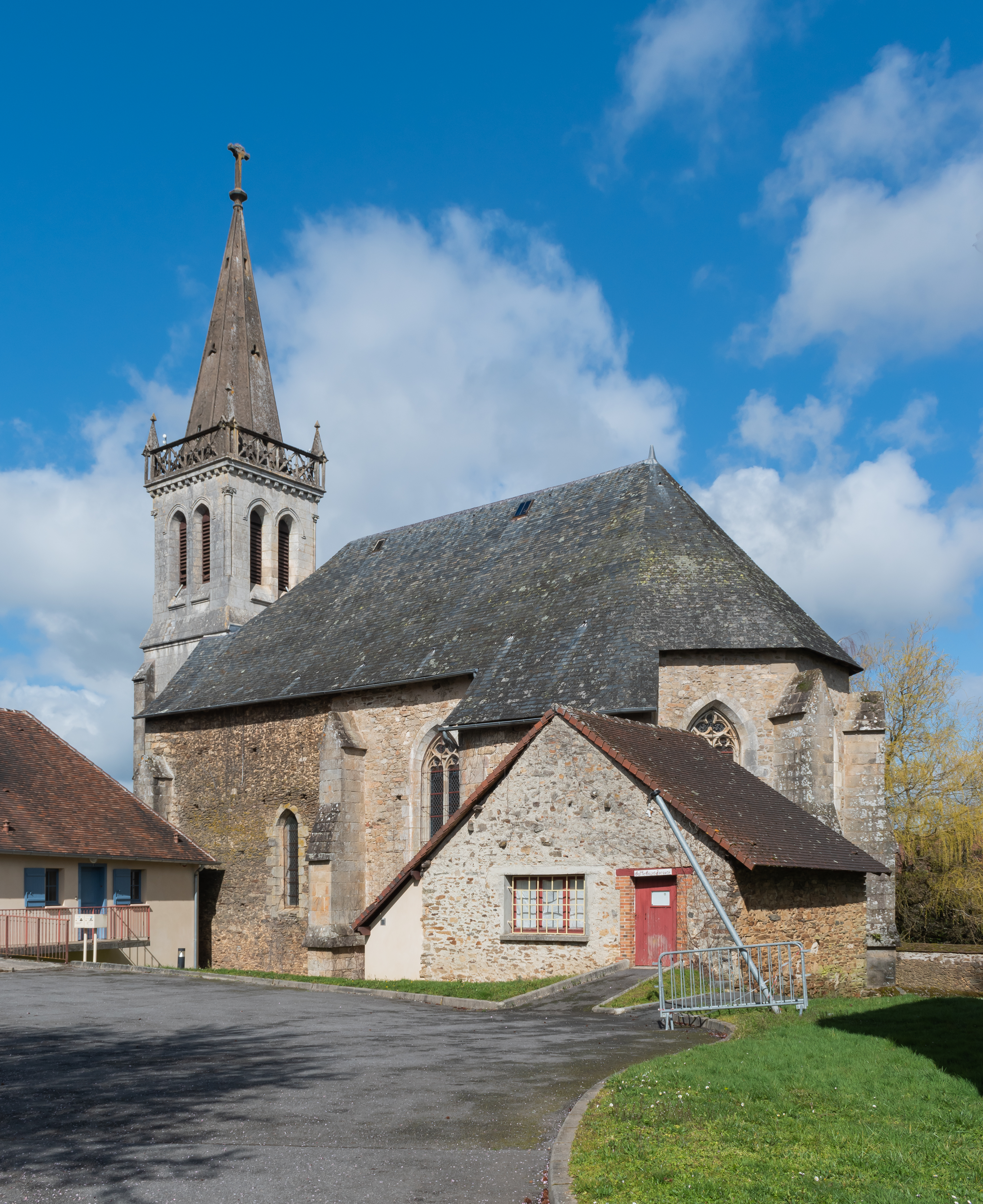
Église Saint-Jacques

L'évolution du nombre d'habitants est connue à travers les recensements de la population effectués dans la commune depuis 1793. Pour les communes de moins de 10 000 habitants, une enquête de recensement portant sur toute la population est réalisée tous les cinq ans, les populations de référence des années intermédiaires étant quant à elles estimées par interpolation ou extrapolation. Pour la commune, le premier recensement exhaustif entrant dans le cadre du nouveau dispositif a été réalisé en 2005.

En 2022, la commune comptait 1 115 habitants, en évolution de +1,92 % par rapport à 2016 (Haute-Vienne : −0,68 %, France hors Mayotte : +2,11 %).
| 1793 | 1800 | 1806 | 1821  | 1831  | 1836  | 1841  | 1846  | 1851  |
| ---- | ---- | ---- | ----- | ----- | ----- | ----- | ----- | ----- |
| 597  | 793  | 577  | 1 012 | 1 420 | 1 084 | 1 053 | 1 082 | 1 159 |

| 1856  | 1861  | 1866  | 1872  | 1876 | 1881  | 1886  | 1891  | 1896  |
| ----- | ----- | ----- | ----- | ---- | ----- | ----- | ----- | ----- |
| 1 092 | 1 087 | 1 014 | 1 015 | 940  | 1 055 | 1 167 | 1 260 | 1 258 |

| 1901  | 1906  | 1911  | 1921  | 1926  | 1931  | 1936  | 1946  | 1954 |
| ----- | ----- | ----- | ----- | ----- | ----- | ----- | ----- | ---- |
| 1 190 | 1 142 | 1 092 | 1 063 | 1 006 | 1 047 | 1 058 | 1 034 | 938  |

| 1962  | 1968 | 1975 | 1982 | 1990 | 1999 | 2005 | 2006 | 2010  |
| ----- | ---- | ---- | ---- | ---- | ---- | ---- | ---- | ----- |
| 1 017 | 962  | 967  | 903  | 857  | 795  | 916  | 935  | 1 086 |

| 2015  | 2020  | 2022  | - | - | - | - | - | - |
| ----- | ----- | ----- | - | - | - | - | - | - |
| 1 098 | 1 114 | 1 115 | - | - | - | - | - | - |

## Culture locale et patrimoine

### Lieux et monuments
- Église Saint-Jacques de Magnac-Bourg de style gothique du XVe siècle (clocher XIXe) et remarquables vitraux du XVIe siècle. L'Église, à l'exclusion du clocher et de la première travée a été classé au titre des monuments historique en 1910[25].
- Pierre, dite dolmen de La Villedieu
- Arche ogivale du grenier d'abondance des Rohan
- Cippe funéraire gallo-romain
- Maison à deux tourelles de 1601
- Maison de La Bastide du XVIIIe siècle
- Épis de faîtage en terre cuite émaillée du XVIIe siècle
- Château de Lostende du XVIIIe siècle
- Anciennes tuileries et poteries (village de Duris)
- Gare de Magnac - Vicq
- Le Temple, commune de Vicq-sur-Breuilh, appelé autrefois Le Temple de Magnac[26] devenu après la dévolution des biens de l'ordre du Temple un membre de la commanderie de Sainte-Anne au sein du grand prieuré d'Auvergne[27].

### Personnalités liées à la commune
- Guillaume Vergniaud (1761-1844), avocat et homme politique y est né.
- Jules Donnet (1831-1894), médecin et homme politique y est né et mort.
- Albert Pestour (1886-1965), journaliste, écrivain et poète y est né.

### Héraldique
| Blason de Magnac-Bourg | Blason  | Écartelé: aux 1er et 4e de gueules à trois bandes d'or, au 2e d'azur à la tour donjonnée de trois pièces d'argent, ouverte du champ, au 3e d'azur au chevron d'argent accompagné de trois croisettes d'or. |
| Blason de Magnac-Bourg | Détails | Le statut officiel du blason reste à déterminer. |

## Pour approfondir